# Fight Island
Fight Island es el nombre que se le denomina a una serie de eventos de artes marciales mixtas llevados a cabo en la isla de Yas en Abu Dabi, Emiratos Árabes Unidos y producidos por la Ultimate Fighting Championship (UFC) desde 2020.
Hasta el 24 de octubre de 2020, todos los eventos de Fight Island se llevaron a cabo a puerta cerrada en el du Forum; se estableció una burbuja de bioseguridad, que consistía en una «zona segura» que comprendía hoteles, instalaciones de entrenamiento, la playa y restaurantes. Todos los participantes y el personal debían dar negativo en la prueba del SARS-CoV-2 varias veces antes de viajar o ingresar a la burbuja, y las personas que ingresaban a la arena debían pasar por «túneles de niebla» desinfectantes.

## Historia
En el contexto de la pandemia de COVID-19, el presidente de UFC Dana White afirmó que los eventos tenían como objetivo solucionar las restricciones de viaje, que había impedido que algunos combatientes internacionales ingresaran a los Estados Unidos, país sede de la organización. White inicialmente se refirió al sitio propuesto como una «isla privada» o «isla de pelea».
John Oliver sugirió en Last Week Tonight que el nombre «Fight Island» se inspiró en una sugerencia hecha por un reportero de TMZ una semana antes de que se registrara la marca registrada. Poco después de que Oliver hubiera sugerido varios nombres alternativos para la isla, incluido «UF-Sea», Zuffa registró «UFSEA» como marca registrada.
A partir de UFC on ABC: Holloway vs. Kattar el 16 de enero de 2021, UFC trasladó sus eventos de Fight Island al recién inaugurado Etihad Arena de la isla de Yas, con un aforo limitado a 2000 de su capacidad de 18 000 asientos. Fueron los primeros eventos de la empresa en los Emiratos Árabes Unidos abiertos al público desde el inicio de la pandemia.

## Eventos
| #  | Fecha                 | Evento             | Pelea estelar                             | Arena        |
| -- | --------------------- | ------------------ | ----------------------------------------- | ------------ |
| 1  | 12 de julio de 2020   | UFC 251            | Jorge Masvidal vs. Kamaru Usman           | du Forum     |
| 2  | 16 de julio de 2020   | UFC Fight Island 1 | Calvin Kattar vs. Dan Ige                 | du Forum     |
| 3  | 19 de julio de 2020   | UFC Fight Island 2 | Deiveson Figueiredo vs. Joseph Benavidez  | du Forum     |
| 4  | 26 de julio de 2020   | UFC Fight Island 3 | Darren Till vs. Robert Whittaker          | du Forum     |
| 5  | 27 de julio de 2020   | UFC 253            | Israel Adesanya vs. Paulo Costa           | du Forum     |
| 6  | 4 de octubre de 2020  | UFC Fight Island 4 | Irene Aldana vs. Holly Holm               | du Forum     |
| 7  | 11 de octubre de 2020 | UFC Fight Island 5 | Marlon Moraes vs. Cory Sandhagen          | du Forum     |
| 8  | 18 de octubre de 2020 | UFC Fight Island 6 | Jung Chan-sung vs. Brian Ortega           | du Forum     |
| 9  | 24 de octubre de 2020 | UFC 254            | Justin Gaethje vs. Jabib Nurmagomédov     | du Forum     |
| 10 | 16 de enero de 2021   | UFC Fight Island 7 | Max Holloway vs. Calvin Kattar            | Etihad Arena |
| 11 | 20 de enero de 2021   | UFC Fight Island 8 | Michael Chiesa vs. Neil Magny             | Etihad Arena |
| 12 | 24 de enero de 2021   | UFC 257            | Conor McGregor vs. Dustin Poirier         | Etihad Arena |
| 13 | 30 de octubre de 2021 | UFC 267            | Jan Błachowicz vs. Glover Teixeira        | Etihad Arena |
| 14 | 22 de octubre de 2022 | UFC 280            | Islam Makhachev vs. Charles Oliveira      | Etihad Arena |
| 15 | 21 de octubre de 2023 | UFC 294            | Islam Makhachev vs. Alexander Volkanovski | Etihad Arena |